# 愛河里花子
愛河 里花子（あいかわ りかこ、本名：川添 菜穂美〈かわぞえ なほみ〉、1967年〈昭和42年〉10月7日 - ）は、日本の声優、女優、歌手。アトミックモンキー所属。
神奈川県横浜市出身。
代表作に『サザエさん』（タラちゃん〈2代目〉）、『ポケットモンスター』（ゼニガメ、コダック）、『かいけつゾロリ』（イシシ）、『とっとこハム太郎』（こうしくん）、『かみさまみならい ヒミツのここたま』（ゲラチョ）、『斉木楠雄のΨ難』（斉木久留美）、『ジャングルはいつもハレのちグゥ』（ハレ）などがある。

## 略歴
小学校時代は活発な子供だったと語り、学校では男女問わず仲良く遊んでいた。当時は国語と音楽の授業が好きであったという。
子役出身。7歳の時に新聞で掲載されていた児童劇団の団員募集の広告を見て、1974年の劇団日本児童に入団。入団時は「私もテレビに出たい」という目立ちたがり屋な気持ちが前面に出ていた。
1986年、神奈川県立横浜翠嵐高等学校卒業。1987年からはグループこまどりに所属。テレビドラマ『それゆけ!レッドビッキーズ』などに出演。小劇団の女優として活動していた時、稽古の見学に来ていた声優事務所経営者からスカウトされ、声優としての活動も始める。アニメ声優のデビュー作は、『三丁目の夕日』の三郎。
2009年11月、長年所属していた大沢事務所よりアトミックモンキーに移籍。2010年、NPO法人「声と未来」を設立、理事長を務める。
2023年、『サザエさん』の放送開始時からフグ田タラオ役を演じ続けてきた貴家堂子の急逝に伴い、同年3月5日放送回より2代目としてタラオ役を引き継ぐ。

## 人物
多彩な声色を使い分け、様々なキャラクターを演じている。
普段から喉を痛めないよう常に注意を払っている。口呼吸せずに正しく鼻から息を吸うように意識し、あくびの時も空気を鼻から吸って口から吐いているという。
『サザエさん』のタラオ役の声は、貴家のタラオ役の声のイメージを壊さないように気を付けているという。
横浜市出身だが横浜で過ごしていたのは思春期から親元を離れるまでで、幼少期は川崎市で過ごした。
空手は二段の腕前で、市大会で3年連続優勝を果たしたことがある。子役時代の1982年当時、「目指すのは志穂美悦子さんのようなアクションスター」と話していたことがある。特技には他に早口があり、トヨタ「ファンカーゴ」の早口CMを担当し、15秒で194文字（1秒平均13文字）を完遂した。その後もアニメ『ポケットモンスター』のエンディングテーマ「ポケモンはらはらリレー」を歌唱、テレビ番組『森田一義アワー 笑っていいとも!』に早口言葉の先生として出演した。声優の養成所などでも行う基礎ではあるが、早口言葉を武器にしている声優は珍しく、独特な地位を獲得した。その他の趣味・特技はスキューバダイビング。
『サラダ十勇士トマトマン』で共演した小桜エツコ、遠藤みやこ、深居みさ（田中みさ）と「Saboバンド」というロックバンドを結成し、バンド勝ち抜きオーディション番組『えびす温泉（テレビ朝日系）』に出場した。愛河はベースを担当（ギター→深居、ドラム→遠藤、キーボード→小桜）。
自身初のアルバム『毒気』はその過激な歌詞の内容から6曲中3曲もレコード倫理委員会にクレームをつけられてしまう。なお、一曲目の「救世主」には山寺宏一、かないみか、林原めぐみなどの面々が参加している。
弟は『スイートイグニッション』の構成作家をしている川添法臣。
元夫は声優の岩田光央。岩田とは『ビーストウォーズリターンズ』、『ぷるるんっ!しずくちゃん』などで数多く共演し、『斉木楠雄のΨ難』では夫婦役で共演している。2025年3月29日、岩田がX（旧Twitter）を更新、愛河と連名の文書を投稿し離婚届を提出したことを報告した。
息子は声優の岩田アンジ。2006年1月17日に出産後、産休を取得。その間、『まじめにふまじめ かいけつゾロリ』のイシシ役は野沢雅子が代役を務めた。

## 出演
太字はメインキャラクター。

### テレビアニメ
1990年
- 三丁目の夕日（三郎）

1992年
- サラダ十勇士トマトマン（1992年 - 1993年、トマトマン）
- スペースオズの冒険（オガタン）
- ともだちでいようね（ニャーゴ）
- 姫ちゃんのリボン（さゆり）

1993年
- それいけ!アンパンマン（花咲かぼうや）
- 若草物語 ナンとジョー先生（ネッド・バーカー）

1994年
- とっても!ラッキーマン（ネコなんだもん星人）

1996年
- 赤ちゃんと僕（男子B）

1997年
- 超魔神英雄伝ワタル（1997年 - 1998年、ドナルカミ・ドード、はにい）
- デジビー（女の子）
- ポケットモンスター（1997年 - 2002年、キャタピー→バタフリー、ゼニガメ、コダック、ロコン、クラブ、コンパン、ラプラス、ウツボット 他）

1998年
- 聖ルミナス女学院（鈴吉萌絵）
- たこやきマントマン（トマト）
- どっきりドクター（ガーゴイル）

1999年
- イソップワールド（火の玉小僧）
- 課長王子（田中弦）
- 週刊ストーリーランド（田中みさき 他）
- セラフィムコール（実咲）
- 無限のリヴァイアス（ファイナ・S・篠崎、ニックス・チャイプラパット）
- ワイルドアームズ トワイライトヴェノム（ジルーシャ）

2000年
- 機巧奇傳ヒヲウ戦記（シシ）
- ゲートキーパーズ（鉄恵）
- デジタル所さん（オコチャマ 他）
- とっとこハム太郎（2000年 - 2013年、こうしくん、どんちゃん） - 5シリーズ
- BRIGADOON まりんとメラン（浅葱モト、花園すみれ）

2001年
- 鋼鉄天使くるみ2式（キャンワン、女術者）
- ジャングルはいつもハレのちグゥ（ハレ）

2002年
- あたしンち（2002年 - 2009年、水島）
- 王ドロボウJING（ラム）
- 花田少年史（町子）
- ポケットモンスター サイドストーリー（2002年 - 2004年、コダック、ファイヤー）
- わがまま☆フェアリー ミルモでポン!（2002年 - 2005年、ネズミ / ラット、子ザル、相手選手） - 4シリーズ

2003年
- クラッシュギアNitro（レオン）
- コロッケ!（スムージー）
- 高橋留美子劇場（女将婆さん）
- ドラえもん（テレビ朝日版第1期）（司会）
- プラネテス（セリエ・シュバリエ）

2004年
- かいけつゾロリ（2004年 - 2007年、イシシ） - 2シリーズ
- 絢爛舞踏祭 ザ・マーズ・デイブレイク（ボン）
- デュエル・マスターズ シリーズ（2004年 - 2008年、鍬形カブト丸） - 2シリーズ
- 名探偵コナン（2004年 - 2024年、日高、坂本琢馬〈初代〉、千葉和伸〈少年時代 / 幼少〉、鏡堂ナナミ、山田パン、黛和代）

2005年
- ポケットモンスター アドバンスジェネレーション（2005年 - 2006年、バタフリー、サトシのゼニガメ）
- MÄR-メルヘヴン-（ブモル、パンプ）

2006年
- ケロロ軍曹（ダソヌ☆マリ）
- ブラック・ジャック21（アル）
- ぷるるんっ!しずくちゃん（2006年 - 2013年、はなぢ君、くろあめちゃん、マダム・ブランシュ、しゃべくりん、カイリーちゃん） - 3シリーズ
- ワンワンセレプー それゆけ!徹之進（ミカ）

2007年
- エレキング the Animation（出題君 他）
- Over Drive（深澤遥輔〈子供時代〉）
- 史上最強の弟子ケンイチ（20号）
- D.Gray-man（蜘蛛アクマ）

2008年
- きらりん☆レボリューション STAGE3（ドナ〈富子〉）
- To LOVEる -とらぶる-（ステラ）
- ペンギンの問題（2008年 - 2013年、高橋シャルロット、たくや、岡本アレックス、ロナウド、なおとの母 他） - 4シリーズ
- ポケットモンスター ダイヤモンド&パール（コダック）
- ライブオン CARDLIVER 翔（黒星一、サルサルサ、ガレキラクダ、大家さん、エアプレイン・フィッシュ）

2009年
- はっけん たいけん だいすき! しまじろう（2009年 - 2010年） - 2シリーズ

2010年
- 銀魂（北大路魯山子）
- スティッチ! 〜ずっと最高のトモダチ〜（客）
- ドラえもん（テレビ朝日版第2期）（2010年 - 2020年、宇宙人〈母〉、女の子A、タヌ子、子ネズミ、ガイドのロボット、忍者ロボ 他）
- パンティ&ストッキングwithガーターベルト（ルーザーゴースト）

2011年
- 元気!!江古田ちゃん（友人M、派遣C、妹の親友、女子高生B、踊り子A、電車の女）
- 日常（ナレーション）
- ポケットモンスター ベストウイッシュ（2011年 - 2013年、コハルのゴチム、コテツのリオル→ルカリオ、リーク、ケニヤンのレパルダス、サトシのゼニガメ、キャタピー→トランセル→バタフリー） - 2シリーズ
- よんでますよ、アザゼルさん。（校長）

2012年
- ガールズ&パンツァー（冷泉久子）
- 銀河へキックオフ!!（松嶋さん）

2013年
- LINE TOWN（赤エイリアン）

2014年
- カードファイト!! ヴァンガードG（おばあちゃん〈レイコ〉）
- ヒーローバンク（茶所ミドリ）
- ポケットモンスター XY（2014年 - 2015年、コフキムシ→コフーライ→ビビヨン、ハリボーグ） - 2シリーズ

2015年
- 怪盗ジョーカー（クルミ）
- かみさまみならい ヒミツのここたま（2015年 - 2018年、ゲラチョ、北山峰子）
- 新あたしンち（2015年 - 2016年、水島）
- プリパラ（2015年 - 2016年、トリコ、ケント） - 2シリーズ

2016年
- 斉木楠雄のΨ難（2016年 - 2018年、斉木久留美） - 2シリーズ + 完結編
- タイムボカン24（ピコボー、ボカンブレス、ボカンバイザー、おだてブタ 他）
- ポケットモンスター サン&ムーン（2016年 - 2019年、スイレンのアシマリ、カプ・コケコ、モアニ、カキ〈少年時代・初代〉、ナリヤ・オーキドのロコン、グラジオのブラッキー、カスミのコダック、サトシのベベノム→アーゴヨン 他）

2017年
- スナックワールド（メドゥーサ、マイケル、ブッテリー、チャップの母、キノコ、ヒドラ）
- トミカハイパーレスキュー ドライブヘッド 機動救急警察（韋駄天）
- 18if（ボル）
- アイドルタイムプリパラ（トリコ）

2018年
- パズドラ（2018年 - 2020年、イソオ）

2019年
- キラキラハッピー★ ひらけ!ここたま（ナーチュ、ゲラチョ）
- 世話やきキツネの仙狐さん（中野の母）
- ポケットモンスター（2019年 - 2023年、ゴウのキャタピー、ゴウのバタフリー、ゴウのコンパン、ロケット・ガチャットのマダツボミ、ゴウのカラカラ、ロケット・ガチャットのポチエナ、カプ・コケコ、サトシのゼニガメ、カスミのコダック、カスミのスターミー、サトシのラプラス 他） - 2シリーズ

2020年
- もっと!まじめにふまじめ かいけつゾロリ（2020年 - 2022年、イシシ） - 3シリーズ
- ヒーリングっど♥プリキュア（スミス母）

2021年
- 不滅のあなたへ（2021年 - 2022年、ピオラン） - 2シリーズ
- MUTEKING THE Dancing HERO（サラ、ねずみちゃん）
- BORUTO-ボルト- NARUTO NEXT GENERATIONS（伊豆野アマギ）
- 世界最高の暗殺者、異世界貴族に転生する（ミラ）
- 鬼滅の刃 遊郭編

2022年
- ニンジャラ（2022年 - 2024年、ダン）
- クレヨンしんちゃん（甘谷かすみ）

2023年
- 最強陰陽師の異世界転生記（学園長）
- サザエさん（2023年 - 、フグ田タラオ〈2代目〉）

2024年
- 忘却バッテリー（圭の母）

### 劇場アニメ
1997年
- どんぐりの家

1998年
- 劇場版ポケットモンスター ミュウツーの逆襲（ゼニガメ）
- ピカチュウのなつやすみ（ゼニガメ）

1999年
- 劇場版ポケットモンスター 幻のポケモン ルギア爆誕（ファイヤー）
- ピカチュウたんけんたい（ゼニガメ）

2000年
- 劇場版ポケットモンスター 結晶塔の帝王 ENTEI（ロコン）
- ピチューとピカチュウ（コダック）

2001年
- がんばれ!ジャイアン!!（探し物は何ですカ）
- 劇場版 とっとこハム太郎（2001年 - 2004年、こうしくん） - 4作品
- ドラえもん のび太と翼の勇者たち（貴婦人）
- ピカチュウのドキドキかくれんぼ（コダック）
- メトロポリス（フィフィ）

2002年
- ドラえもん のび太とロボット王国（オナベ）
- パルムの樹（バロン）
- ピカピカ星空キャンプ（コダック）
- 名探偵コナン ベイカー街の亡霊（江守晃）

2003年
- 映画 あたしンち（水島）
- ドラえもん のび太とふしぎ風使い（テムジン）

2006年
- パプリカ（柿本信枝）

2009年
- 劇場版ペンギンの問題 幸せの青い鳥でごペンなさい（高橋シャルロット）

2010年
- おまえ うまそうだな（ハート〈子供時代〉）
- 劇場版3D あたしンち 情熱のちょ〜超能力♪ 母 大暴走!（水島）

2011年
- クレヨンしんちゃん 嵐を呼ぶ黄金のスパイ大作戦（レモン）

2012年
- 映画かいけつゾロリ（2012年 - 2022年、イシシ） - 5作品
- 映画ドラえもん のび太と奇跡の島 〜アニマル アドベンチャー〜（スカイ）
- マジック・ツリーハウス（女子）
- メロエッタのキラキラリサイタル（ゼニガメ、コダック）
- やなせたかしシアター ハルのふえ（サル）

2013年
- 映画ドラえもん のび太のひみつ道具博物館（ポポン）
- 映画 プリキュアオールスターズ（2013年 - 2014年、グレル） - 2作品
- ピカチュウ、これなんのカギ?（クレッフィ）

2015年
- 映画 妖怪ウォッチ エンマ大王と5つの物語だニャン!（タカユキの母）

2016年
- 映画プリパラ み〜んなのあこがれ♪レッツゴー☆プリパリ（トリコ）
- ポケモン・ザ・ムービーXY&Z ボルケニオンと機巧のマギアナ（シシコ）

2017年
- 映画かみさまみならい ヒミツのここたま 奇跡をおこせ♪テップルとドキドキここたま界（ゲラチョ）
- 劇場版ポケットモンスター キミにきめた!（キャタピー）

2018年
- 劇場版ポケットモンスター みんなの物語（ムチュール）

2019年
- 劇場版ポケットモンスター ミュウツーの逆襲 EVOLUTION（ゼニガメ）

2020年
- STAND BY ME ドラえもん 2（司会者）
- 劇場版ポケットモンスター ココ（ウッウ）

2022年
- 雨を告げる漂流団地（熊谷靖子）

2024年
- BLOODY ESCAPE -地獄の逃走劇-（銃職人）

### OVA
1992年
- 眠れぬ夜の小さなお話（ヤーサマネコ）

1994年
- すすめ!ゴジランド（1994年 - 1996年、ラドン、キングキドラ二郎、アンギラス）

1995年
- 腐った教師の方程式（麗奈）
- 神秘の世界エルハザード（ナハト）
- プリンセス・ミネルバ（K2）

1996年
- 宝魔ハンターライム（強盗）

1998年
- ポケットモンスター（1998年 - 2000年、ゼニガメ、コダック） - 3作品

1999年
- サクラ大戦 轟華絢爛（玉梓つわ子）

2000年
- 無限のリヴァイアス ライト（ファイナ 他）

2002年
- ジャングルはいつもハレのちグゥ（2002年 - 2003年、ハレ） - 2作品
- とっとこハム太郎（2002年 - 2004年、こうしくん、どんちゃん） - 4作品

2004年
- 夏色の砂時計（川村真魚）

2006年
- 機動戦士ガンダムSEED ASTRAY（8〈ハチ〉）

2008年
- やなせたかしメルヘン劇場 でかたんみみたんぽんたん（でかたん）

2011年
- ノラゲキ!（地上の女）

2013年
- 侵略!!イカ娘 コミックス14巻オリジナルアニメDVD付限定版（悟郎の母）

時期未定
- ガールズ&パンツァー 最終章（冷泉久子）

### Webアニメ
2010年代
- なんちゃって!（2010年、歌）
- ポテッコベイビーズ（2010年、ナガナガ・ヤムヤム）
- 斉木楠雄のΨ難 Ψ始動編（2019年、斉木久留美）

2020年代
- 薄明の翼（2020年、ウールー、ワンパチ、バイウールー）
- POKÉTOON（2021年 - 2024年、ニドラン♂、ユキワラシ、コアルヒー） - 3作品
- もっと!まじめにふまじめ かいけつゾロリ（2022年、イシシ） - 2作品
- 雪ほどきし二藍（2022年、ゾロア、ゾロアーク）
- 放課後のブレス（2023年、ホゲータ）
- あたしンちNEXT（2024年、水島）

### ゲーム
1997年
- クーロンズゲート（紅頭3号）

1998年
- ピカチュウげんきでちゅう（ゼニガメ、キャタピー 他）
- ビーバス&バットヘッド ヴァーチャル・アホ症候群

1999年
- いつか、重なりあう未来へ（キム・レイリアン）
- めぐり愛して（岡崎真由）

2000年
- ねっとDEぱら（美濃部ゆかり）

2002年
- ダーククロニクル（シグー）
- 夏色の砂時計（川村真魚）

2003年
- ガチャろく2〜今度は世界一周よ!!〜（ポール）
- ポケモンチャンネル 〜ピカチュウといっしょ!〜（ゼニガメ、キャタピー、コダック 他）

2004年
- かいけつゾロリ めざせ!いたずらキング（イシシ）
- 吉野家（大森あかり）

2007年
- 史上最強の弟子ケンイチ（20号）

2008年
- 大乱闘スマッシュブラザーズシリーズ（2008年 - 2018年、ゼニガメ、ケーシィ、カプ・コケコ） - 2作品
- ペンギンの問題（2008年 - 2009年、高橋シャルロット） - 2作品

2010年
- 機動戦士ガンダム エクストリームバーサス（2010年 - 2016年、8〈ハチ〉） - 4作品
- ド根性小学生ボン・ビー太 裸の頂上ケツ戦ビー太vsドクロでい（ボン・ビー太）

2013年
- ドラえもん のび太のひみつ道具博物館（ポポン）

2014年
- クレヨンしんちゃん 嵐を呼ぶ カスカベ映画スターズ!（スノモノ・レモン）

2018年
- 機動戦士ガンダム エクストリームバーサス2（2018年 - 2023年、8〈ハチ〉） - 3作品
- 斉木楠雄のΨ難 妄想暴走 Ψキックバトル（斉木久留美）

### ドラマCD
- 金月真美Story Telling
- スクライド サウンドエディション（箕条晶）
- 超兄貴ショー
- LOVELESS（店の奥さん）
- ロックマン危機一髪（レゲー）
- ジャングルはいつもハレのちグゥ ドラマCD1、2（ハレ）
- その手をどけろ（吉野美央）
- 超魔神英雄伝ワタル ドラマアルバム1 - 4（ドード、はにぃ、ドッ子、お春どん、マユミとリカコ〈パイデーツ〉、オカマのドード）
- 夏色の砂時計ドラマCD「夏の終わりに…」（川村真魚）
- 爆竜戦隊アバレンジャー「爆竜ファイヤーノコドン、常夏ハワイで、大アバレ!（『てれびくん』2003年9月号付録CD）」（アロハイビスカスカンク役）
- 話が違う
- 大爆発
- 戦え!ブラザーソルジャー（通信兵、侍女）

### 吹き替え

#### 映画（吹き替え）
- コナン・ザ・バーバリアン（マリーク）
- シンデレラ・ストーリー（フィオナ 他）
- DOA/デッド・オア・アライブ（エレナ・ダグラス）
- パーシー・ジャクソンとオリンポスの神々/魔の海（マーサ）
- パシフィック・リム（アレクシス・カイダノフスキー 他）
- ハリー・ポッターと死の秘宝 PART2（灰色のレディ / ヘレナ・レイブンクロー）
- フィフス・エレメント（リールー）
- ベストマン -シャイな花婿と壮大なる悪夢の2週間-（ドリス・ジェンキンス〈ジェニファー・ルイス〉）
- 名探偵ピカチュウ（コダック[51]、ゼニガメ[52]）

#### ドラマ
- iCarly（キョウコ）
- NCIS 〜ネイビー犯罪捜査班（アビゲイル・シュート〈ポーリー・ペレット〉）
  - NCIS:LA 〜極秘潜入捜査班（アビゲイル・シュート〈ポーリー・ペレット〉）
- コーヒープリンス1号店（コ・ウンチャン〈ユン・ウネ〉）
- どこかでなにかがミステリー（フィー・フィリップス）
- ナース・ジャッキー（ゾーイ・バーコウ）
- 犯罪捜査官 アナ・トラヴィス 孤独な叫び（ジーニー）
- 愉快なシーバー家（ロンダ）

#### アニメ
- アーサー・クリスマスの大冒険（妖精デボラ）
- ATOM（ナレーション、フリーザー）
- 絵文字の国のジーン（スマイラー[53]）
- 時空冒険記ゼントリックス（ニック）
- スイチュー!フレンズ（クラマンサ、ジャンボ・シュリンプ、ヘビ）
- 超生命体トランスフォーマー ビーストウォーズリターンズ（ストライカ、スパーク）
- トランスフォーマー アニメイテッド（ストライカ）
- ファインディング・ドリー（デビー）
- FLY!/フライ!（グーグーの仲間[54]）
- ヘラクレス（ニンフ）
- マイリトルポニー〜トモダチは魔法〜（フォトフィニッシュ）
  - マイリトルポニー・ガールズ: 虹の冒険
- モンスターズ・ユニバーシティ（フェイ）

### 特撮
- 仮面ライダーシリーズ（ベリーの声）
  - 仮面ライダーJ（1994年）
  - 仮面ライダーワールド（1994年）
- 王様戦隊キングオージャー（2023年、ナガバジームの声[55]）

### テレビドラマ
- それゆけ!レッドビッキーズ（伊賀山花子）
- 小さくとも命の花は（フジテレビ）

### 映画
- 幸せの黄色いハンカチ
- 泣き虫おんな番長
- REX 恐竜物語
- EAT&RUN（リカコ）

### 舞台
- キュービズム（1992年）
- トリロジー（1993年）
- エデンの丘で（1994年）
- ダークサイドオブザムーン（1994年）
- 碧い彗星の一夜（1994年2月9日 - 14日）
- はじめてのニッポン by 佐久インターチェンジ（2004年9月4日・5日）

### ラジオ
- 超魔神英雄伝ワタル（ラジオ大阪ほか） - 1998年4月から西村知道に代わり田中真弓とともにパーソナリティを務める。
- 愛河里花子の生臭さラジオ（ラジオ大阪・ラジオ日本）
- 里花子と美佳子のぐさラジ（ラジオ大阪・ラジオ日本）
- 里花子と美佳子のぐさラジ2日目（ラジオ日本）
- 宮村優子の直球で行こう!（ラジオ大阪・ラジオ日本）
- ゆる蔵、うれしいね。（ラジオ大阪） - 宮村優子とともにパーソナリティを務める。一時期、能登麻美子や千葉紗子も加わっていた。
- ゆる蔵、うれしいね。+ワン!（ラジオ大阪・ラジオ日本） - 他のパーソナリティは、宮村優子、福井裕佳梨、藤平るみ（2004年12月19日から）。
- キキミミアワー（TOKYO FM）
- あいまいなオカピ（ラジオ大阪） - 相方は中原麻衣（2006年12月末終了）。
- 犬山イヌコムムム幼稚園（インターネットラジオ ゲスト）
- The Radio Star 第3回（ラジオ大阪・HiBiKi Radio Station）
- きいてますよ、アザゼルさん。（第31回・第32回ゲスト）
- 林原めぐみのHeartful Station（ゲスト）
- 林原めぐみのTokyo Boogie Night（ゲスト）

### CD
- 超兄貴ショー（ベンテン 役）
- 〜こどもの暮らしを楽しむ言葉をちりばめた〜昔ばなしとお歌（愛河自身と今井ゆうぞうの企画よる童話読み聞かせCD）
- ゆる蔵CD『水木土火地火土天会計』（ラジオ大阪）
- V-station THE BEST（〃）
- ソロCD『毒気』（ビクターエンタテインメント）
- SLAVE&QUEEN（岩田光央と共演、シングル「オー・チンチン」〈ビクターエンタテインメント VIDL-30357、1998年9月23日〉の3曲目）
- とっとこハム太朗ぜーんぶハムハムソング!
- ポケモンはらはらリレー（メディアファクトリー）ポケットモンスターED
- ラプラスにのって（メディアファクトリー）ポケットモンスターED
- まじめにふまじめ かいけつゾロリ（イシシとして）
  - あじゃぱー
  - ゼッコーチョー!
- 『テルテル坊主』（ハレとして）ジャングルはいつもハレのちグゥED
- ころころここたま! / ここんぽいぽいここったま!（ゲラチョとして）かみさまみならい ヒミツのここたまED
- ここたまハッピ〜パラダイス! / うたおう♪ここったまーち!（ゲラチョ）かみさまみならい ヒミツのここたまED

### バラエティ
- なんじゃ・もんじゃ・ドン!（日本テレビ） - 子役時代。レギュラー出演[56]
- オレたちひょうきん族（フジテレビ）
- みんななかよし（NHK）
- 森田一義アワー 笑っていいとも!（フジテレビ） - 早口言葉のコーナー

### CM
- 松下電器（現・パナソニック）「パナカラー クイントリックス」- 子役時代（1978年）[56]
- 日清食品「めんコク」 - 子役時代（1979年）。かたせ梨乃と共演[56]
- au（ラジオ）
- NTTdocomo（ラジオ）
- トヨタ「ファンカーゴ」
- デアゴスティーニ「そーなんだ」
- 東京電力（ラジオ）
- こどもちゃれんじぷち
- JCB（歌う女編）
- スーパードール★リカちゃん
- からだすこやか茶（ラジオCM）
- マウントレーニア
- 大塚製薬SOYJOY（ラジオ）
- 日本たばこ産業 JTDF「ディライトは、つながっている 街にも」篇 - 犬 役
- PUREインドリンク（ハウス食品）
- ケーズデンキ
- 公募ガイド
- エスキモーPino
- ブルボン（ピチプチ占い篇）
- ベネフィーク資生堂
- ぺんてる
- ボス（ラジオ BOSSセブン）
- バンダイビジュアル（ハレグゥ篇）
- 月刊少年ガンガン（ハレグゥ篇）
- ヤマザキパン（ラジオ）
- レンジクック（キユーピー）

### その他コンテンツ
- hm3（音楽専科社）顔面地獄コーナー
- 「M-VOICE」（テレビ大阪）
- おはコロシアム（高橋シャルロットの声）
  - おはコロっす!（ボン・ビー太の声）
- かいけつゾロリの宇宙たんけん大さくせん（イシシ）スペースワールドイベントムービー）
- かいけつゾロリここだけの話とイシシ・ノシシの楽しいお話会
- 語りの会二人会 特別後援
- スプーンのさじろうくん（のりスタMax / ポカポカおひさまえほんのコーナー〈語り〉）
- 声優フェスタ春〜声の大響宴・通〜
- 知研式知能教育プログラム 知能キッズDVD
- 所さんの日本ジツワ銀行
- Fキャラオールスターズ大集合 ドラえもん&パーマン 危機一髪!?（少年）
- ペンギンの問題X 天空の7戦士店頭PV（高橋シャルロット）
- 爆ジルビデオ外伝 ダメ出し
- マホマホだいぼうけん
- やんパパ（ドラマ内に登場するキャラの声）
- ゆる蔵うれしいね＋ワン!Special DVD

### シリーズ一覧
1. ↑  第1期（2000年 - 2004年）、第2期『はむはむぱらだいちゅ!』（2004年 - 2006年）、第3期『は〜い!』（2006年 - 2008年）、第4期『でちゅ』（2011年 - 2012年）、第5期（2012年 - 2013年）
2. ↑  第1期（2002年）、第2期『ごおるでん』（2003年）、第3期『わんだほう』（2004年）、第4期『ちゃあみんぐ』（2005年）
3. ↑  第1作（2004年 - 2005年）、第2作『まじめにふまじめ かいけつゾロリ』（2005年 - 2007年）
4. ↑  『デュエル・マスターズ チャージ』（2004年）、『デュエル・マスターズ クロス』（2008年）
5. ↑  第1期（2006年 - 2007年）、第2期『あはっ☆』（2007年 - 2008年）、第3期『ぴっちぴち♪しずくちゃん』（2012年 - 2013年）
6. ↑  第1期（2008年 - 2010年）、第2期『MAX』（2010年 - 2011年）、第3期『DX?』（2011年 - 2012年）、第4期『POW』（2012年 - 2013年）
7. ↑  『はっけん たいけん だいすき! しまじろう』（2009年）、『しまじろう ヘソカ』（2010年）
8. ↑  第1期（2011年 - 2012年）、第2期（シーズン2）（2012年 - 2013年）
9. ↑  『XY』（2014年）、『XY&Z』（2015年）
10. ↑  1stシーズン（2015年）、2ndシーズン（2016年）
11. ↑  第1期（2016年）、第2期（2018年）、完結編（2018年12月28日）
12. ↑  『ポケットモンスター』（2019年 - 2022年）、『めざせポケモンマスター』（2023年）
13. ↑  第1シリーズ（2020年）、第2シリーズ（2021年）、第3シリーズ（2022年）
14. ↑  第1シリーズ（2021年）、第2シリーズ（2022年）
15. ↑  『ハムハムランド大冒険』（2001年）、『ハムハムムージャ!幻のプリンセス』（2002年）、『ハムハムグランプリン オーロラ谷の奇跡 リボンちゃん危機一髪!』（2003年）、『はむはむぱらだいちゅ! ハム太郎とふしぎのおに絵本塔』（2004年）
16. ↑  『だ・だ・だ・だいぼうけん!』（2012年）、『まもるぜ!きょうりゅうのたまご』（2013年）、『うちゅうの勇者たち』（2015年）、『ZZのひみつ』（2017年）、『ラララ♪スターたんじょう』（2022年）
17. ↑  『NewStage2 こころのともだち』（2013年）、『NewStage3 永遠のともだち』（2014年）
18. ↑  『ピカチュウのふゆやすみ クリスマスであそぼ! 雪であそぼ!』（1998年）、『ピカチュウのふゆやすみ2000 こおりであそぼう クリスマスの夜』（1999年）、『ピチューとピカチュウのふゆやすみ2001 デリバードのプレゼント ホワイトストーリー』（2000年）
19. ↑  『デラックス』（2002年）、『FINAL』（2003年）
20. ↑  「ハム太郎のおたんじょうび 〜ママをたずねて三千てちてち」（2002年）、「ハムちゃんずの宝さがし大作戦 〜はむはー! すてきな海のなつやすみ〜」（2003年）、「ハムちゃんずと虹の国の王子さま 〜せかいでいちばんのたからもの〜」「ハムちゃんずのめざせ! ハムハム金メダル! 〜はしれ! はしれ! だいさくせん!〜」（2004年）
21. ↑  『ユメノツボミ』『ふぶきのなつやすみ』（2021年）、『コアルヒーだいすき』（2024年）
22. ↑  『ゾロリのへや』『かいけつゾロリと水のおひめさま』（2022年）
23. ↑  『X』（2008年）、『SPECIAL』（2018年）
24. ↑  『最強ペンギン伝説!』（2008年）、『X 天空の7戦士』（2009年）
25. ↑  『エクストリームバーサス』（2010年）、『フルブースト』（2012年）、『マキシブースト』（2014年）、『マキシブースト ON』（2016年）
26. ↑  『エクストリームバーサス2』（2018年）、『クロスブースト』（2021年）、『オーバーブースト』（2023年）